# Chisocheton lasiogynus
Chisocheton lasiogynus är en tvåhjärtbladig växtart som beskrevs av Boerl. & Koord.. Chisocheton lasiogynus ingår i släktet Chisocheton och familjen Meliaceae. Inga underarter finns listade i Catalogue of Life.